# Wilhelm Harster
Wilhelm Harster (Kelheim, 21 juli 1904 – München, 25 december 1991) was een Duitse jurist, politieman en oorlogsmisdadiger. Hij was in Nederland tussen juli 1940 en augustus 1943 Befehlshaber der Sicherheitspolizei und des SD (BdS)  en daarmee de tweede man bij het uitvoeren van de nazi-terreur in Nederland na generaal Rauter.
In deze periode werden onder zijn toezicht tienduizenden Nederlandse Joden gedeporteerd. Ook droeg Harster de verantwoordelijkheid voor onder andere het Kamp Amersfoort en dus ook voor de vele daar begane misdaden.

## Achtergrond
Wilhelm Harster, zoon van een jurist en politieambtenaar, bezocht het gymnasium in München en werd op 16-jarige leeftijd lid van een paramilitaire organisatie (Freikorps). Vervolgens studeerde hij rechten aan de universiteit van München, waar hij in 1927 promoveerde. In 1929 trad Harster in dienst van de politie in Stuttgart, maar al snel stapte hij over naar de politieke politie en vervolgens naar de opvolger daarvan, de Gestapo. Als Gestapo-chef was hij in Innsbruck betrokken bij de organisatie van de pogrom van november 1938 (Kristallnacht). In 1933 was Harster lid van de NSDAP en van de SS geworden.

## Rol tijdens de oorlog
Na de Duitse inval in Nederland kwam Harster naar Den Haag en werd onder Rauter Befehlshaber der Sicherheitspolizei und des SD in Nederland. Direct onder Harsters bevel ressorteerde de Nederlandse tak van de RSHA-afdeling IVB4, belast met de vervolging van de Joden; de SD-chef had namelijk binnen zijn bureau een speciale afdeling "J" opgericht "ter bestrijding van het Jodendom in zijn totaliteit". Tot deze afdeling (vanaf maart 1942 geleid door Wilhelm Zöpf) behoorde ook Franz Fischer, een van de 'Vier van Breda'. Begin mei 1943 richtte Harster een schrijven aan onder anderen de Duitse commandanten van de concentratiekampen op Nederlands grondgebied, waarin hij verslag deed van gesprekken met vertegenwoordigers van het RSHA in Berlijn en van recente instructies van Rauter, onder de kop "Endlösung der Judenfrage in den Niederlanden", de term waarmee in deze periode de uitroeiing van de Joden werd aangeduid.
Harster bestreed ook het verzet. In 1941 gaf hij toestemming voor 'verscherpt verhoor', dat wil zeggen het martelen van communistische gevangenen. De toestemming werd verleend na overleg met Heinrich Müller, hoofd van de Gestapo-afdeling in het Reichssicherheitshauptamt (RSHA) in Berlijn. Voor andere gevangenen was het in eerste instantie formeel niet toegestaan, alhoewel dat soms toch gebeurde, maar in 1942 werd de verschärfte Vernehmung ook toegestaan voor andere groeperingen. Vanuit zijn kantoor moet hij soms het geschreeuw van de gemartelden hebben kunnen horen.
Eind augustus 1943 werd Harster overgeplaatst naar Italië, waar hij van september 1943 tot mei 1945 dezelfde functie uitoefende als in Nederland. Hier had hij onder anderen omgang met de brutale massamoordenaar Christian Wirth, nog kortelings inspecteur van de vernietigingskampen, en in Italië belast met de vernietiging van 'partisanen' (en daarmee ook weer van Joden).

## Berechting
Advocaat-fiscaal F.J.G. baron Van Voorst tot Voorst eiste in 1949 in de rechtszaak tegen Harster een gevangenisstraf van 15 jaar met aftrek van voorarrest. Harsters advocaat vroeg om vrijspraak. Uiteindelijk kreeg hij een relatief milde straf van 12 jaar cel voor zijn oorlogsmisdaden, waarbij zijn hoedanigheid van beschaafd-optredende bureaumoordenaar in zijn voordeel zal hebben gewerkt. In 1953 werd hij vrijgelaten en vertrok hij naar Duitsland. Hij werkte hierna voor het Beierse ministerie van Binnenlandse Zaken, werd in 1956 Regierungsrat en in 1958 bevorderd tot Oberregierungsrat. Onder druk van een inmiddels op gang gekomen gerechtelijk vooronderzoek ging Harster in 1963 met vervroegd pensioen.
In 1967 werd door de Duitse justitie een nieuw proces tegen Harster aangespannen, waarin hij medeverantwoordelijk werd gesteld voor de moord op 83.000 Nederlandse Joden. Harster gaf al voor de aanvang van het proces toe - zeer wel mogelijk uit tactische overwegingen - dat hij toen de deportaties begonnen zich ervan bewust was dat de slachtoffers "over het geheel genomen de dood tegemoet gingen". Hij werd door het hof in München veroordeeld tot 15 jaar cel, maar werd in 1969 alweer vrijgelaten, vanwege het berouw dat hij had getoond tijdens zijn proces. Wel werd hem, vanwege deze veroordeling voor een zwaar misdrijf, zijn doctorstitel door de universiteit van München officieel ontnomen.

## Carrière
Harster bekleedde verschillende rangen in zowel de Allgemeine-SS als Waffen-SS. De volgende tabel laat zien dat de bevorderingen niet synchroon liepen.
| Datums                             | Reichswehr       | Polizei                                 | Regierung          | Allgemeine-SS          | Heer                   |
| ---------------------------------- | ---------------- | --------------------------------------- | ------------------ | ---------------------- | ---------------------- |
| 1 oktober 1923                     | Zeitfreiwilliger | —                                       | —                  | —                      | —                      |
| 16 oktober 1929                    | —                | Hilfsarbeiter Kriminalpolizei Stuttgart | —                  | —                      | —                      |
| 16 oktober 1929                    | —                | —                                       | Regierungsassessor | —                      | —                      |
| 16 juli 1931                       | —                | —                                       | Regierungsrat      | —                      | —                      |
| 9 november 1933                    | —                | —                                       | —                  | SS-Anwärter            | —                      |
| 9 augustus 1934                    | —                | —                                       | —                  | SS-Mann                | —                      |
| 1 oktober 1934                     | —                | Polizeidirektor                         | —                  | —                      | —                      |
| 13 november 1935                   | —                | —                                       | —                  | —                      | Schutze                |
| 15 januari 1936                    | —                | —                                       | —                  | —                      | Unteroffizier-Anwärter |
| 30 januari 1936                    | —                | —                                       | —                  | SS-Rottenführer        | —                      |
| 20 april 1936                      | —                | —                                       | —                  | SS-Scharführer         | —                      |
| 20 april 1937 - 11 maart 1937      | —                | —                                       | —                  | SS-Hauptscharführer    | —                      |
| 9 november 1937                    | —                | —                                       | —                  | SS-Untersturmführer    | —                      |
| 13 juli 1938                       | —                | —                                       | Oberregierungsrat  | —                      | —                      |
| 1 augustus 1938                    | —                | —                                       | —                  | SS-Obersturmbannführer | —                      |
| 1 augustus 1940                    | —                | —                                       | —                  | SS-Standartenführer    | —                      |
| 1 januari 1941                     | —                | Oberst der Polizei                      | —                  | —                      | —                      |
| 9 november 1941                    | —                | —                                       | —                  | SS-Oberführer          | —                      |
| 9 november 1942 - 18 december 1942 | —                | —                                       | —                  | SS-Brigadeführer       | —                      |
| 9 november 1942 - 24 augustus 1943 | —                | Generalmajor der Polizei                | —                  | —                      | —                      |
| 9 november 1944                    | —                | —                                       | —                  | SS-Gruppenführer       | —                      |
| 9 november 1944                    | —                | Generalleutnant der Polizei             | —                  | —                      | —                      |
| 27 oktober 1956                    | —                | —                                       | Regierungsrat      | —                      | —                      |
| 1958 - 1959                        | —                | —                                       | Oberregierungsrat  | —                      | —                      |

- Opmerking: Harster werd meteen vanaf SS-Untersturmführer (tweede luitenant) directe bevorderd naar SS-Obersturmbannführer (luitenant-kolonel)[3].

## Lidmaatschapsnummers
- NSDAP-nr.: 3 226 954 (lid geworden 1 mei 1933[1][14][18])
- SS-nr.: 225 932[14] (lid geworden 9 november 1933[1][3])

## Decoraties
Selectie:
- Duits Kruis in goud op 7 februari 1945 als SS-Gruppenführer en Generalleutnant der Polizei en Befehlshaber der Sicherheitspolizei en des SD toegevoegd aan de Höchster SS- und Polizeiführer “Italië”[1][14][19]
- IJzeren Kruis 1939, 1e Klasse (27 januari 1945) en 2e Klasse (12 december[14] 1944)[1]
- Kruis voor Oorlogsverdienste, 1e Klasse[16][19] (30 januari 1941[14]) en 2e Klasse[16][19]  met Zwaarden[1]
- Dienstonderscheiding van de Politie, 3e Klasse (8 dienstjaren)[1][14][19]
- Ehrendegen des Reichsführers-SS[1][16] op 15 juni 1939[19]
- SS-Ehrenring[1][16] op 30 januari 1942[19]